# Duval Goicoechea
Duval Goicoechea (?–?) argentin nemzetközi labdarúgó-játékvezető.

## Pályafutása

### Nemzeti játékvezetés
Az I. Liga játékvezetőjeként 1969-ben vonult vissza.

#### Nemzeti kupamérkőzések
Vezetett kupadöntők száma: 1.

##### Argentin labdarúgókupa
| Időpont           | Helyszín                 | Mérkőzés típusa | Mérkőzés            | Eredmény | Nézők száma |
| ----------------- | ------------------------ | --------------- | ------------------- | -------- | ----------- |
| 1960. április 29. | Almagro Stadion, Almagro | döntő           | Atlanta–Racing Club | 3 – 1    | 8300        |

### Nemzetközi játékvezetés
Az Argentin labdarúgó-szövetség Játékvezető Bizottsága (JB) terjesztette fel nemzetközi játékvezetőnek, a Nemzetközi Labdarúgó-szövetség (FIFA) 1966-tól tartotta nyilván bírói keretében. A FIFA JB központi nyelvei közül a spanyolt beszélte. Több nemzetek közötti válogatott és klubmérkőzést vezetett, vagy működő társának partbíróként segített. Az aktív nemzetközi játékvezetéstől 1969-ben búcsúzott.

#### Copa América

##### Copa América mérkőzés
| Időpont            | Helyszín                  | Mérkőzés típusa | Mérkőzés         | Eredmény | Nézők száma |
| ------------------ | ------------------------- | --------------- | ---------------- | -------- | ----------- |
| 1966. december 21. | Modelo Stadion, Guayaquil | selejtező       | Ecuador–Paraguay | 2 – 2    | 47 000      |

## Családi kapcsolat
Roberto Goicoechea FIFA minősítésű játékvezető testvére.